# 히가시무코지마역
히가시무코지마역(일본어: 東向島駅, ひがしむこうじまえき)은 일본 도쿄도 스미다구에 있는 도부 철도 이세사키 선 역이다. 역 번호는 TS 05이다.

## 역사
- 1902년 4월 1일: "시라히게 역"로 영업 개시.
- 1905년 4월 4일: 시라히게 역 일시 영업 폐지.
- 1924년 10월 1일: "다마노이 역"으로 영업 재개.
- 1945년 5월 20일: 도쿄 대공습으로 재해를 입으면서 영업 휴지.
- 1949년 10월 1일: 영업 재개.
- 1987년 12월 21일: 히가시무코지마 역으로 역명 변경.
- 1989년 5월 20일: 고가시타에 도부 철도 박물관이 개관.
- 2012년
  - 3월 17일: TS 05의 역 번호 도입.
  - 9월 27일: 발차 멜로디를 도입.

## 역 구조
상대식 승강장 2면 2선의 고가역이다. 승강장 유효 길이는 10량 편성에 대응하지만, 도쿄 지하철 한조몬 선과 도큐 덴엔토시 선 직통 열차는 통과한다.
배리어 프리 대응 시설로서 2007년 봄에 각 승강장과 1층 개찰 내 대합실을 연결하는 엘리베이터가 정비되었다. 아사쿠사 방향 승강장의 엘리베이터는 중2층에서 환승이다.
화장실은 개찰 내에 있는 남성용과 여성용은 중2층의 엘리베이터와 동시에 설치된 다용도 화장실은 1층에 있다.

### 승강장
| 번호 | 노선                 | 방향 | 행선                                                                                 |
| ---- | -------------------- | ---- | ------------------------------------------------------------------------------------ |
| 1    | 도부 스카이트리 라인 | 하행 | 기타센주・신코시가야・도부 도부쓰코엔・ 이세사키선 구키・ 닛코선 미나미쿠리하시 방면 |
| 2    | 도부 스카이트리 라인 | 상행 | 히키후네・도쿄 스카이트리・아사쿠사 방면                                             |

## 역 주변
- 도부 철도 박물관 - 고가시타에 있고, 역명판에도 "도부 철도 박물관 하차역"이라고 표시되어 있다. 관내에도 선로에서 본 이 역의 승강장을 비추는 모니터가 설치되고 또 선로를 볼 수 있는 작은 창을 마련한 "관찰 산책로"도 있다.
- 무코지마 백화원
- 도쿄 도립 스미다가와 고등학교
- 도쿄 노동국 무카이지마 근로 기준 감독서
- 무코지마 소방서
- 스미다 구 무코지마 보건 센터
- 히가시무코지마고 우체국
- 스미다시라히게 우체국
- 국도 제6호선
- 메이지도리(도쿄도도 제306호선)

## 사진

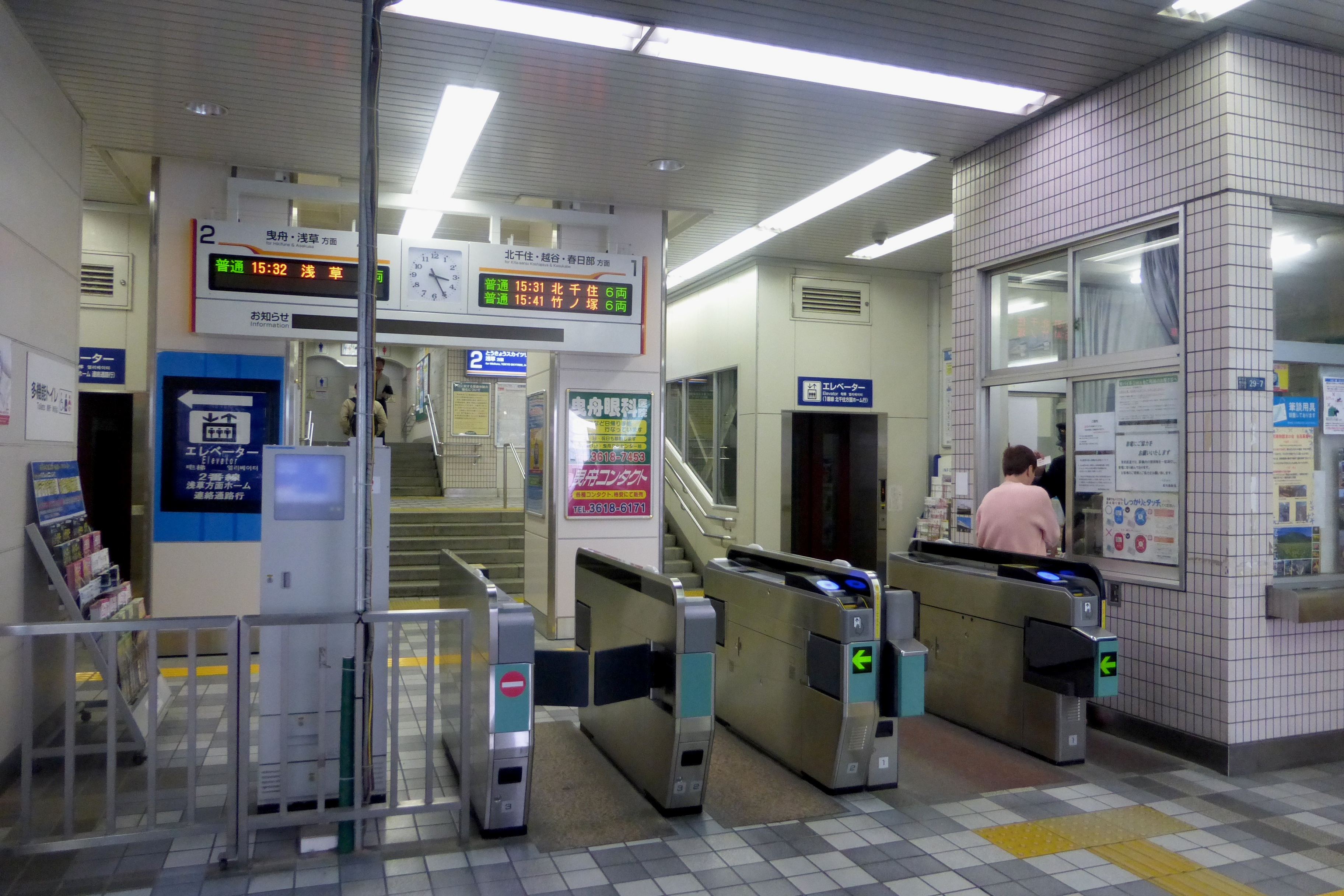
개찰구

## 인접역
| 도부 철도 이세사키 선(도부 스카이트리 라인) | 도부 철도 이세사키 선(도부 스카이트리 라인) | 도부 철도 이세사키 선(도부 스카이트리 라인) |
| ------------------------------------------- | ------------------------------------------- | ------------------------------------------- |
| TS 04 히키후네 아사쿠사 방면                | ■ 구간급행 ■ 구간준급 ■ 보통                | 가네가후치 TS 06 도부 도부쓰코엔 방면       |